# Perilitus retusus
Perilitus retusus är en stekelart som först beskrevs av Johannes Friedrich Ruthe 1856.  I den svenska databasen Dyntaxa används istället namnet Perilitus caudatus. Perilitus retusus ingår i släktet Perilitus och familjen bracksteklar. Arten är reproducerande i Sverige. Inga underarter finns listade i Catalogue of Life.